# Gijs van Otterdijk
Gijs van Otterdijk (15 februari 2002) is een Nederlands voetballer die als aanvaller en verdediger voor FC Eindhoven speelt.

## Carrière
Gijs van Otterdijk speelde in de jeugd van Wilhelmina Boys en FC Eindhoven. Op 14 februari 2017 maakte hij als 14-jarige zijn officieuze debuut voor het eerste elftal van FC Eindhoven in de met 3-2 gewonnen oefenwedstrijd tegen Jong Vitesse. Zijn officiële debuut maakte hij op 1 maart 2019, in de met 2-0 verloren uitwedstrijd tegen Almere City FC. Hij kwam in de 46e minuut in het veld voor Rodney Klooster.

### Statistieken
| Seizoen                    | Club           | Land           | Competitie     | Competitie | Competitie | Beker | Beker | Totaal | Totaal |
| Seizoen                    | Club           | Land           | Competitie     | Wed.       | Dlp.       | Wed.  | Dlp.  | Wed.   | Dlp.   |
| -------------------------- | -------------- | -------------- | -------------- | ---------- | ---------- | ----- | ----- | ------ | ------ |
| 2018/19                    | FC Eindhoven   | Nederland      | Eerste divisie | 1          | 0          | 0     | 0     | 1      | 0      |
| Carrièretotaal             | Carrièretotaal | Carrièretotaal | Carrièretotaal | 1          | 0          | 0     | 0     | 1      | 0      |
| Bijgewerkt op 2 maart 2019 |                |                |                |            |            |       |       |        |        |